# Charles Hart (parolier)
Charles Hart est un parolier anglais, librettiste et auteur-compositeur connu pour son travail sur The Phantom of the Opera. Il a aussi composé nombre de comédies musicales et d'opéras pour la scène et la télévision.

## Récompenses
Hart a reçu deux Ivor Novello Awards. Il a été nommé par deux fois pour les Tony Awards, (meilleure partition originale), pour Aspects of Love (1990) et The Phantom of the Opera (1988). Il a été aussi nommé pour un Academy Award pour les paroles de Learn to Be Lonely (en), chantée par Minnie Driver pour le générique de fin de la version filmique The Phantom of the Opera.